# Черокски език
Черокският език (ᏣᎳᎩ, Tsalagi) е ирокезки език, говорен от народа чероки и понастоящем е единственият оцелял представител на южноирокезката езикова група. За нуждите на езика се използва уникалното черокско писмо – вид сричкова писменост, както и латиница.
При черокския диалект, говорен от обитателите на района около границата между Южна Каролина и Джорджия, се е използвал звука р, докато съвременните диалекти са го заменили със звука л. По този начин думата „чероки“ се изписва на латиница Tsa-la-gi и се произнася джа-ле-ги или че-ле-ги. В езика липсват и съгласните звуци п и б.